# Indische Cricket-Nationalmannschaft in England in der Saison 1986
Die Tour der indischen Cricket-Nationalmannschaft nach England in der Saison 1986 fand vom 24. Mai bis zum 8. Juli 1986 statt. Die internationale Cricket-Tour war Bestandteil der Internationalen Cricket-Saison 1986 und umfasste drei Tests und zwei ODIs. Indien gewann die Test-Serie 2–0, während die ODI-Serie 1–1 unentschieden endete.

## Vorgeschichte
Für beide Teams war es die erste Tour der Saison.
Das letzte Aufeinandertreffen der beiden Mannschaften bei einer Tour fand in der Saison 1984/85 in Indien statt.

## Stadien
Die folgenden Stadien wurden für die Tour als Austragungsort vorgesehen.
| Stadion                     | Stadt      | Kapazität | Spiele  |
| --------------------------- | ---------- | --------- | ------- |
| Edgbaston Cricket Ground    | Birmingham | 24.803    | 3. Test |
| Headingley Stadium          | Leeds      | 17.000    | 2. Test |
| The Oval                    | London     | 23.500    | 1. ODI  |
| Lord’s Cricket Ground       | London     | 30.000    | 1. Test |
| Old Trafford Cricket Ground | Manchester | 19.000    | 2. ODI  |

## Kaderlisten
| Test | Test | ODI | ODI |
| England | Indien | England | Indien |
| --- | --- | --- | --- |
| - Bill Athey - Mark Benson - Graham Dilley - Paul Downton - Phil Edmonds - Richard Ellison - John Emburey - Neil Foster - Bruce French - Mike Gatting - Graham Gooch - David Gower - Allan Lamb - John Lever - Derek Pringle - Neal Radford - Tim Robinson - Wilf Slack - Chris Smith | - Mohinder Amarnath - Mohammad Azharuddin - Roger Binny - Kapil Dev - Sunil Gavaskar - Madan Lal - Kiran More - Chandrakant Pandit - Chetan Sharma - Ravi Shastri - Maninder Singh - Kris Srikkanth - Dilip Vengsarkar | - Graham Dilley - Paul Downton - Phil Edmonds - Richard Ellison - John Emburey - Graeme Fowler - Mike Gatting - Graham Gooch - David Gower - Allan Lamb - Derek Pringle - Paul Taylor | - Mohammad Azharuddin - Roger Binny - Kapil Dev - Sunil Gavaskar - Chandrakant Pandit - Sandeep Patil - Chetan Sharma - Ravi Shastri - Maninder Singh - Kris Srikkanth - Dilip Vengsarkar |

## One-Day Internationals

### Erstes ODI in London
| 24. Mai Scorecard | London (Oval) | England 162 (55/55)          | – | Indien 163-1 (47.2/55) |
|                   |               | Indien gewinnt mit 9 Wickets |   |                        |

### Zweites ODI in Manchester
| 26. Mai Scorecard | Manchester | Indien 254-6 (55/55)          | – | England 256-5 (53.5/55) |
|                   |            | England gewinnt mit 5 Wickets |   |                         |

## Tests

### Erster Test in London
| 5. – 10. Juni Scorecard | London (Lord’s) | England 294 (128.2) & 180 (96.4) | – | Indien 341 (137) & 136-5 (42) |
|                         |                 | Indien gewinnt mit 5 Wickets     |   |                               |

### Zweiter Test in Leeds
| 22. – 26. Juni Scorecard | Leeds | Indien 272 (104.2) & 237 (76.3) | – | England 102 (45.1) & 128 (63.3) |
|                          |       | Indien gewinnt mit 279 Runs     |   |                                 |

### Dritter Test in Birmingham
| 3. – 8. Juli Scorecard | Birmingham | England 390 (116.3) & 235 (94) | – | Indien 390 (139.5) & 174-5 (78) |
|                        |            | Remis                          |   |                                 |